# Cá bống chấm gáy
Cá bống chấm gáy (danh pháp: Glossogobius olivaceus) là một loài cá biển-nước lợ thuộc chi Glossogobius trong họ Cá bống trắng. Loài này được mô tả lần đầu tiên vào năm 1845.

## Từ nguyên
Tính từ định danh olivaceus trong tiếng Latinh nghĩa là "xanh ô liu", hàm ý đề cập đến màu sắc cơ thể của loài cá này.

## Phân bố và môi trường sống
Cá bống chấm gáy có phân bố ở vùng Tây Bắc Thái Bình Dương, bao gồm: phía nam đảo Sakhalin (Nga)  Nhật Bản (gồm cả bờ phía biển Nhật Bản và Thái Bình Dương), Hàn Quốc, đảo Đài Loan, Trung Quốc (từ Chiết Giang xuống phía nam), Việt Nam (từ Quảng Ngãi ngược ra bắc).
Cá bống chấm gáy sống ở vùng hạ lưu các sông, cửa sông và rừng ngập mặn, độ sâu đến ít nhất là 3 m.

## Mô tả
Chiều dài lớn nhất được ghi nhận ở cá bống chấm gáy là 17 cm. Trước vây lưng có các chấm đen to nhỏ khác nhau.
Số gai vây lưng: 7; Số tia vây lưng: 8–9; Số gai vây hậu môn: 1; Số tia vây hậu môn: 7–8; Số tia vây ngực: 18–20.

## Giá trị
Tại Bắc Bộ, cá bống chấm gáy có ý nghĩa quan trọng về mặt sinh thái và thương mại quanh cửa Ba Lạt.